# Lied
Lied (din germană Lied = cântec; pronunție [ pron. lid ] ) se numește o compoziție muzicală vocală, cu acompaniament instrumental, de regulă pian, scrisă pe un text liric, de obicei o poezie scurtă. De regulă, liedul are o construcție strofică ce se bazează pe repetiție, variație sau contrast.
Ca gen al muzicii culte, liedul s-a cristalizat la începutul sec. al XIX-lea, fiind un gen ce caracterizează gândirea și sensibilitatea romantică. El a apărut în Austria, pornind de la cântecul popular, și a trecut printr-un proces de lărgire a conținutului și de generalizare a sensurilor. Precursori ai liedului sunt romanțele și cântecele populare vechi (madrigalul, frottola, vilanella).
Între cei mai cunoscuți compozitori de lieduri se numără Franz Schubert (peste 600 de lieduri pentru voce și pian), Édouard Lalo, Ernst Theodor Amadeus Hoffmann, Karl Maria von Weber, Felix Mendelssohn Bartholdy, Robert Schumann, Johannes Brahms, Hugo Wolf, Joseph Haydn (90 de lieduri „Cântece englezești”, „Cântece germane”), Ludwig van Beethoven (liedurile op.75 si op.83 pe versuri de Goethe), Wolfgang Amadeus Mozart, Frédéric Chopin, Franz Liszt, Claude Debussy sau Serghei Prokofiev..
Între compozitorii români de lieduri se numără și Alfred Alessandrescu, Eusebie Mandicevschi, Gheorghe Dumitrescu, Nicolae Brânzeu, Sigismund Toduță, Nicolae Coman, Wilhelm Georg Berger, Gheorghe Dima, George Enescu, Constantin Brăiloiu, Carmen Petra Basacopol, Mihai Eminescu